# Keisuke Funatani
Keisuke Funatani (船谷 圭祐, Funatani Keisuke) est un footballeur japonais né le 7 janvier 1986. Il évolue au poste de milieu de terrain.

## Biographie
Keisuke Funatani participe à la Coupe du monde des moins de 20 ans 2005 avec l'équipe du Japon U-20, où il officie comme remplaçant.

## Palmarès
- Vainqueur de la Coupe de la Ligue japonaise en 2010 avec le Júbilo Iwata
- Vainqueur de la Coupe Suruga Bank en 2011 avec le Júbilo Iwata